# Гозенпуд, Матвей Акимович
Матвей Акимович Гозенпуд (8 (21) мая 1903, Киев — 17 февраля 1961, Новосибирск) — советский композитор и пианист. Брат литературоведа А. А. Гозенпуда.

## Биография
В 1921 году окончил Киевскую консерваторию по классу фортепиано у Г. Н. Беклемишева (занимался также у Ф. М. Блуменфельда).
С 1921 — преподаватель, в 1935—1949 гг. — профессор Киевской консерватории (классы композиции), одновременно (в 1923—1949 гг.) и в 1953 преподавал игру на фортепиано в Киевском музыкальном училище.
Дипломант Первого Всесоюзного конкурса музыкантов-исполнителей (Москва, 1933).
В 1951—1952 гг. — профессор Алма-Атинской, в 1953—1961 гг. профессор и руководитель кафедры Новосибирской консерватории.
Умер 17 февраля 1961 года в Новосибирске. Похоронен на Заельцовском кладбище (квартал 70).

## Сочинения
- Опера — Лампа Аладдина (1947)
- Для оркестра — 3 симфонии (1938, 1939, 1946)
- Эпическая поэма (1950)
- 4 концерта для фортепиано с оркестром (1929—1953)
- Концерт для скрипки (1947)
- Уральская фантазия для фортепиано с оркестром. (1942)
- 4-струнный квартет (1931—1955)
- Квинтет для фортепиано (1945)
- Трио фортепиано
- Произведения для фортепиано (в том числе, 4 сонаты)
- Хоры, романсы, песни, статьи.

## Родственники
Братья:
- Абрам Акимович Гозенпуд (1908—2004) — советский и российский литературовед и музыковед.
- Наум (Нохум) Акимович Гозенпуд (1897 — после 1960) — советский химик-технолог, специалист технике и технологии трикотажного производства (в частности, по производству искусственного шёлка).